# Campeonato de Primera División B 1979 (Argentina)
El Campeonato de Primera División B 1979 fue la cuadragésima sexta temporada de la categoría, por entonces la segunda división del fútbol argentino. Se incorporaron para el torneo Banfield y Estudiantes (BA), descendidos de Primera División, y Talleres (RdE) campeón de la Primera C.
El campeón fue Tigre, que obtuvo así su cuarto   ascenso a Primera División en el profesionalismo. Por su parte, Flandria descendió a la Primera C, a la que retornó luego de 7 temporadas en la segunda división.

## Formato
Se disputó un torneo de 34 fechas, todos contra todos, ida y vuelta. El campeón logró el ascenso, a la vez que descendió el equipo que ocupó la última ubicación en la tabla final de posiciones.

## Equipos
| Equipo                 | Ciudad               |
| ---------------------- | -------------------- |
| Almagro                | José Ingenieros      |
| Almirante Brown        | Isidro Casanova      |
| Argentino de Quilmes   | Quilmes              |
| Arsenal                | Sarandí              |
| Banfield               | Banfield             |
| Defensores de Belgrano | Nuñez                |
| Deportivo Armenio      | Ingeniero Maschwitz  |
| Deportivo Italiano     | Ciudad Evita         |
| Estudiantes BA         | Caseros              |
| El Porvenir            | Gerli                |
| Flandria               | Jáuregui             |
| Los Andes              | Lomas de Zamora      |
| Nueva Chicago          | Mataderos            |
| Sarmiento (J)          | Junín                |
| Talleres (RdE)         | Remedios de Escalada |
| Temperley              | Temperley            |
| Tigre                  | Victoria             |
| Villa Dálmine          | Campana              |

### Distribución geográfica de los equipos
| Región                                   | Cant. | Equipos |
| ---------------------------------------- | ----- | --- |
| Conurbano bonaerense                     | 14    | Almirante Brown, Almagro, Argentino de Quilmes, Arsenal, Banfield, Deportivo Armenio, Deportivo Italiano, Estudiantes BA, El Porvenir, Los Andes, Talleres, Temperley, Tigre y Villa Dálmine |
| Ciudad de Buenos Aires                   | 2     | Defensores de Belgrano y Nueva Chicago |
| Interior de la provincia de Buenos Aires | 2     | Flandria y Sarmiento |

## Tabla de posiciones final
| Pos | Equipo                 | Pts | PJ | PG | PE | PP | GF | GC | Dif |
| --- | ---------------------- | --- | -- | -- | -- | -- | -- | -- | --- |
| 1º  | Tigre                  | 50  | 34 | 18 | 14 | 2  | 49 | 26 | 23  |
| 2º  | Deportivo Italiano     | 49  | 34 | 19 | 11 | 4  | 59 | 40 | 19  |
| 3º  | Banfield               | 40  | 34 | 16 | 8  | 10 | 52 | 41 | 11  |
| 4º  | Talleres (RdE)         | 40  | 34 | 16 | 8  | 10 | 52 | 45 | 7   |
| 5º  | Villa Dálmine          | 36  | 34 | 15 | 6  | 13 | 60 | 47 | 13  |
| 6º  | Los Andes              | 36  | 34 | 12 | 12 | 10 | 34 | 30 | 4   |
| 7º  | Nueva Chicago          | 35  | 34 | 12 | 11 | 11 | 44 | 42 | 2   |
| 8º  | Almagro                | 35  | 34 | 12 | 11 | 11 | 51 | 53 | -2  |
| 9º  | Temperley              | 34  | 34 | 12 | 10 | 12 | 46 | 44 | 2   |
| 10º | Estudiantes (BA)       | 33  | 34 | 12 | 9  | 13 | 58 | 50 | 8   |
| 11º | Defensores de Belgrano | 31  | 34 | 11 | 9  | 14 | 32 | 40 | -8  |
| 12º | Deportivo Armenio      | 30  | 34 | 10 | 10 | 14 | 47 | 53 | -6  |
| 13º | Sarmiento (J)          | 29  | 34 | 8  | 13 | 13 | 38 | 51 | -13 |
| 14º | Arsenal                | 28  | 34 | 7  | 14 | 13 | 34 | 42 | -8  |
| 15º | Almirante Brown        | 28  | 34 | 9  | 10 | 15 | 36 | 47 | -11 |
| 16º | Argentino de Quilmes   | 27  | 34 | 9  | 9  | 19 | 39 | 48 | -9  |
| 17º | El Porvenir            | 27  | 34 | 9  | 9  | 16 | 44 | 57 | -13 |
| 18º | Flandria               | 24  | 34 | 7  | 10 | 17 | 32 | 51 | -19 |

|  | Campeón. Ascendió a Primera División. |
|  |                                       |
|  | Descendió a la Primera C              |